# Этьеннета де Пеннотье
Этьеннетта Лоба (Волчица) де Пеннотье (оксит.: Etienette  Na Loba de Puègnautièr; 1175 —  1209) — дочь Раймона де Пеннотье, супруга файдита Жордина де Кабаре, любовница графа де Фуа, героиня любовных поэм  конца XII - начала XIII века. Мать Луи Волка де Фуа.

## Биография
Этьеннетта де Пеннотье является полулегендарной красавицей и многие исследователи имеют проблемы с её идентификацией как исторической личности. Запись о крещении Этьенетты относится к 1175 году, что позволяет установить дату её рождения. Остальные сведения о её жизни носят отрывочный характер и происходят из поэм и песен окситанских трубадуров Каркассона конца XII века, для которых она была музой и источником вдохновения.
Верными её поклонниками были поэты-трубадуры Раймон де Мираваль и Пейре Видаль, который посвятил ей такие строки:
| VIDAL, Lied Nr. 22, Vers 41–48 Mas ja nos cug hom qu’eu m’abais pels rics, sis tornon sordejor, qu’us fis jois me capdel’ em nais quem te jauzent en gran doussor em sojorn’ en fin’ amistat de leis qui plus mi ven en grat: e si voletz saber quals es, demandatz la en Carcasses. | Я не падаю духом, Хотя иные и сдались бы, Надеюсь заключить её в объятия Её взгляд наполняет мое сердце нежностью, её расположение - вот высшее богатство, и высшее блаженство; и вы хотите знать, кто я имею в виду? в Каркассоне она живёт. |

Он же называет её супругой сеньора Кабаре. В период  его литературного творчества существовало только два сеньора Кабаре - Пьер-Роже и его брат Жордин. Поскольку известно, что Пьер Роже уже был женат на даме Бруниссенде, которой Пейре Видаль также посвятил несколько строк, то Этьеннету принято считать женой сеньора Жордина и, вероятно, она была несколько старше своего мужа. Этьеннетта же вскоре оставила мужа, предпочтя ему графа де Фуа, который также был одним из её поклонников и который, к тому же, тоже был женат. Что вызвало бурю негодования в тогдашнем обществе тулузской знати. Идеалы куртуазной любви предполагали, что между рыцарем и его дамой не может быть никаких иных отношений кроме духовного влечения и поклонения. Таким образом, её поступок был расценен поэтом как предательство идеального образа возлюбленной.
| VIDAL Lied Nr. 2, Vers 41–49Quel cor ai tan felo vas leis qu’anc mala fos, quar per un comte ros m’a gitat a bando. bem par que Loba es; quar ab comte s’empres es part d’emperador, qui a fag sa lauzor per tot lo mon saber |  | 0 Сердце мое разбито, Что хуже может быть, Рыжему графу Она предпочла мою любовь и сделалась волчицей, Потому что она осталась с графом, и отвергла императора Забыв про честь И ославив себя по всему миру». |

Слово "Волчица" (Loba) имело в то время негативный смысловой окрас, потому что так называли женщин, продающих любовь за деньги. Или же вовсе означало  бранное "потаскуха". Этим словом, с которым она вошла в историю, наградил её бывший воздыхатель. Так что можно сказать однозначно, что это скорее оскорбительное прозвище, нежели какой-то вариант имени.
Трубадур Раймон Мираваль, также воспевавший в стихах красоту Этьеннеты, более сдержанно отнёсся к её поступку и посвятил несколько строк в защиту её доброго имени. Однако в любом случае для Этьенетты наступила социальная смерть. Ей больше не посвящали стихов и она перестала быть музой и прекрасной дамой для придворных трубадуров и поэтов. В дальнейшем её имя упоминалось только в негативном контексте, в качестве коварной обольстительницы и бесчестной женщины.  Одна из легенд приписывает ей вину в смерти виконта Транкавеля, которому она отомстила за отвергнутую любовь, что, конечно, является более поздним вымыслом.
С графом де Фуа у Этьенетты был как минимум один общий ребёнок - Луи "Волк" де Фуа, который был признан отцом и стал родоначальником боковой ветви рода де Фуа де Савердин и Рабат.

## Проблемы исторической идентификации
Точная дата её смерти неизвестна, некоторые исследователи ошибочно полагают, что она умерла в 1244 году в Монсегюре, на основании того, что среди сожжённых на костре катарских "совершенных" была некая Этьеннета де Пеннотье. Однако это вряд ли соответствует истине, так как её бывший муж Жордин де Кабаре в 1211 году заключил брак с Обрис де Дюрбан, следовательно, Этьенетты к этому времени уже не должно было быть в живых, так как развод получить было невероятно трудно, и было возможно лишь при письменном согласии Папы Римского. Тем более, что семья де Пеннотье была довольно многочисленна, и вполне вероятно, что среди женщин, носивших фамилию Пеннотье, несколько имели довольно популярное в то время имя Этьеннетта. Также неверно отождествлять её с Обрис де Дюрбан, так как поэт-трубадур Пейре Видаль умер в 1207 году, а значит не мог застать её хозяйкой замка Кабаре. Ряд исследователей соотносят "Волчицу" Пеннотье с Одой де Пеннотье, матерью последний жены Жордина де Кабаре - Мабилии, но такое мнение также ошибочно, так как годы её жизни не соотносятся с годами творчества поэтов, посвящавших ей свои песни. К тому же, вряд ли она состояла в родстве с сеньорами де Кабаре, так как браки со столь близкими родственниками не практиковались среди окситанской знати.